# Beck Tamás (miniszter)
Beck Tamás (Budapest, 1929. február 26. – Budapest, 2014. augusztus 20.) magyar mérnök, politikus, kereskedelmi miniszter.

## Élete és munkássága
A Magyar Kender-, Len- és Jutagyárban dolgozott technikusként 1948-tól 1951-ig. A Budapesti Műszaki Egyetem (BME) Gépészmérnöki Karán szerzett gépészmérnöki oklevelet 1951-ben. 1950-1951-ben a Prágai Műszaki Főiskolán is folytatott tanulmányokat.
Az egyetem elvégzése után a Gazdasági és Műszaki Akadémián volt tanársegéd, majd adjunktus. 1952-től a Könnyűipari Minisztériumban dolgozott csoportvezetőként, majd a műszaki osztályvezető helyettese lett. 1963 és 1970 között a Szegedi Kenderfonó és Szövőipari Vállalat igazgató-főmérnöke volt. 1970-1971-ben a Könnyűipari Szervezési Intézet műszaki igazgatójaként dolgozott. Emellett 1973-ig állami ösztöndíjjal a Princetoni Egyetemen tanult.
1973. november 1-jétől a Budaflax Lenfonó és Szövőipari Vállalat vezérigazgatója volt. 1982-től 1988-ig a Magyar Kereskedelmi Kamara elnöke volt, és ebben a minőségében a HVG „lapgazdája” is volt. Igyekezett oldani a feszültségeket a reformpárti, progresszív hetilap valamint a politikai és gazdasági vezetés között.
1976-ban belépett a Magyar Szocialista Munkáspártba. 1985-ben az MSZMP KB mellett működő gazdaságpolitikai bizottság tagja volt. 1987. június 23-án beválasztották az MSZMP Központi Bizottságába. 1988. október 5-étől 1990. május 23-ig kereskedelmi miniszter volt a Németh-kormányban.

## Tudományos munkássága
1982-től címzetes főiskolai tanár volt, a BME-n és a Budapesti Műszaki Főiskolán is tanított.